# Gerard van den Bergh
Gerard Anne van den Bergh (ur. 19 listopada 1882 w Hadze, zm. 22 października 1949 tamże) – holenderski strzelec, olimpijczyk i medalista mistrzostw świata. Syn Solko van den Bergha, również strzelca.

## Kariera
Dwukrotny uczestnik igrzysk olimpijskich (IO 1908, IO 1920). Na igrzyskach w Londynie wystąpił w 3 konkurencjach. Indywidualnie osiągnął 40. miejsce w pistolecie dowolnym z 50 jardów, zaś w drużynie uplasował się na 6. pozycji (były to najwyższe pozycje van den Bergha na tych igrzyskach). Podczas igrzysk w Antwerpii wystartował przynajmniej w 8 konkurencjach, zajmując m.in. 8. miejsce w drużynowym strzelaniu z karabinu dowolnego w trzech postawach z 300 m.
Van den Bergh ma w dorobku 2 medale mistrzostw świata. W 1911 roku został wicemistrzem świata w karabinie wojskowym leżąc z 300 m, przegrywając wyłącznie z Włochem Carlo Ernesto Panzą. Rok później został drużynowym brązowym medalistą w karabinie dowolnym w trzech postawach z 300 m (skład zespołu: Antonius Bouwens, Jan Brussaard, Antonie de Gee, Gerard van den Bergh, Uilke Vuurman).

## Wyniki

### Igrzyska olimpijskie
| Igrzyska       | Konkurencja                                     | Wynik                                         | Miejsce | Źródło |
| -------------- | ----------------------------------------------- | --------------------------------------------- | ------- | ------ |
| Londyn 1908    | Karabin dowolny, trzy postawy, 300 m, drużynowo | 4130 pkt. (druż.) 751 pkt. ind. (302–273–176) | 7       | [ 5 ]  |
| Londyn 1908    | Pistolet dowolny, 50 jardów                     | 343 pkt.                                      | 40      | [ 1 ]  |
| Londyn 1908    | Pistolet dowolny, 50 jardów, drużynowo          | 1632 pkt. (druż.) 401 pkt. (ind.)             | 6       | [ 2 ]  |
| Antwerpia 1920 | Karabin dowolny, trzy postawy, 300 m            | 939 pkt.                                      | ?       | [ 6 ]  |
| Antwerpia 1920 | Karabin dowolny, trzy postawy, 300 m, drużynowo | 4383 pkt. (druż.) 939 pkt. (ind.)             | 8       | [ 3 ]  |
| Antwerpia 1920 | Karabin wojskowy leżąc, 300 m, drużynowo        | 269 pkt. (druż.)                              | 12      | [ 7 ]  |
| Antwerpia 1920 | Karabin wojskowy leżąc, 600 m, drużynowo        | 266 pkt. (druż.)                              | 9       | [ 8 ]  |
| Antwerpia 1920 | Karabin wojskowy leżąc, 300 i 600 m, drużynowo  | 495 pkt. (druż.)                              | 13      | [ 9 ]  |
| Antwerpia 1920 | Karabin wojskowy stojąc, 300 m, drużynowo       | 228 pkt. (druż.)                              | 10      | [ 10 ] |
| Antwerpia 1920 | Pistolet dowolny, 50 m                          | 445 pkt.                                      | ?       | [ 11 ] |
| Antwerpia 1920 | Pistolet dowolny, 50 m, drużynowo               | 2123 pkt. (druż.) 445 pkt. (ind.)             | 10      | [ 12 ] |

### Medale na mistrzostwach świata
Opracowano na podstawie materiałów źródłowych:
| Mistrzostwa           | Konkurencja                                     | Wynik             | Miejsce |
| --------------------- | ----------------------------------------------- | ----------------- | ------- |
| Rzym 1911             | Karabin wojskowy leżąc, 300 m                   | 245 pkt.          |         |
| Bajonna/Biarritz 1912 | Karabin dowolny, trzy postawy, 300 m, drużynowo | 5010 pkt. (druż.) |         |